# Jimmy Lagnefors
Åke Jimmy Lagnefors, född 30 januari 1962 i Krylbo i Dalarnas län, är en svensk manusförfattare, kompositör och musiker.

## Filmmanus
- 1997 – Vita lögner (TV-serie)
- 1999 – Vänner och fiender (TV-serie)
- 1999 – Hon & Han (TV-serie)
- 2007 – Solstorm (med Klas Abrahamsson)
- 2009 – Det blod som spillts
- 2014 – Micke & Veronica

## Filmmusik (i urval)
- 2005 – Tjenare kungen
- 2007 – Solstorm
- 2008 – Matakuten
- 2009 – Sommaren med Göran
- 2009 – Guds tre flickor
- 2009 – Bröllopsfotografen
- 2012 – Mammas pojkar
- 2016 – Flykten till framtiden
- 2021 – En hederlig jul med Knyckertz (TV-serie)